# عظم‌الحسین بیدیوت
عظم‌الحسین بیدیوت (بنگالی: আজমল হোসেন বিদ্যুৎ؛ زادهٔ ۲ فوریهٔ ۱۹۸۱) بازیکن سابق و مربی فوتبال اهل بنگلادش است.
وی همچنین در تیم‌های ملی فوتبال زیر ۲۳ سال بنگلادش و بنگلادش بازی کرده است.